# Ophrys × heraultii
Ophrys × heraultii är en orkidéart som beskrevs av Gottfried Keller och Alexander Gustav von Schrenk. Ophrys × heraultii ingår i ofryssläktet, och familjen orkidéer. Inga underarter finns listade i Catalogue of Life.